# Angel Fire
Angel Fire – wieś oraz amerykański ośrodek narciarski położony w północnej części stanu Nowy Meksyk, w hrabstwie Colfax. Leży mniej więcej w połowie drogi z Colorado Springs na północy do Albuquerque na południu.  Znajduje się tu ośrodek narciarski Angel Fire Resort oferujący 74 trasy, z czego 26% tras o łatwym stopniu trudności, 50% o stopniu średnim i 24% o stopniu trudnym. Trasy są obsługiwane przez 7 wyciągów. Znajduje się tu także snowpark. Miejscowość leży na wysokości 2562 m n.p.m., w górach Sangre de Cristo Mountains a szczyty na których są nartostrady dochodzą do 3254 m n.p.m..
W lecie głównymi rozrywkami są kolarstwo górskie, rafting, jeździectwo, golf i tenis ziemny.